# Tillandsia hammeri
Tillandsia hammeri är en gräsväxtart som beskrevs av Werner Rauh och Renate Ehlers. Tillandsia hammeri ingår i släktet Tillandsia och familjen Bromeliaceae. Inga underarter finns listade i Catalogue of Life.